# Anne Julie de Melun
Anne Julie Adélaïde de Melun (Francia, 1698 – Parigi, 18 maggio 1724) è stata una nobile francese madre di Charles de Rohan, famoso generale di Luigi XV, e di Madame de Marsan. Morì di vaiolo.

## Biografia
Nata nel 1698, fu battezzata con i nomi di Anne Julie Adélaïde e nota come Anne Julie. Nata da Luigi I di Melun, principe d'Epinoy, e della moglie Elisabetta Teresa di Lorena, princesse de Lillebonne era la seconda di due figli. Suo fratello Luigi II di Melun, duca di Joyeuse, scomparve nel 1724, due mesi dopo la sua morte.
Fu la Signora di Boubers nel suo proprio diritto. Il dignità di pari fu confiscato nel 1789.
All'età di circa 16 anni sposò Jules de Rohan, principe di Soubise. La coppia si unì in matrimonio a Parigi il 16 settembre 1714. Suo marito era un membro del Principeco Casato di Rohan e con il matrimonio, Anne Julie assunse l'appellativo di Sua Altezza. I genitori di suo marito erano Hercule Mériadec de Rohan, duca di Rohan-Rohan ed Anne Geneviève de Lévis.
Lei e suo marito erano cugini di secondo grado. Anne Julie era una sotto governante dei figli di Francia che lavorava con Madame de Ventadour, nonna materna di suo marito.
La coppia ebbe in tutto cinque figli. Lei e suoi marito morirono entrambi di vaiolo a Parigi. Suo figlio maggiore Charles successe al padre come Principe di Soubise. La scomparsa di suo fratello, comportò che il Principato di Epinoy (in precedenza goduto dal padre di Anne Julie) fosse dato a suo figlio, Charles.

## Discendenza
- Charles de Rohan, Principe di Soubise, Duca di Rohan-Rohan (16 luglio 1715–4 luglio 1787) sposò Anne Marie Louise de La Tour d'Auvergne (1722–1739) ed ebbe figli; si sposò nuovamente con la Principessa Anna Teresa di Savoia (1717–1745) ed ebbe figli; sposo Anna Vittoria d'Assia-Rotenburg (1728–1792) senza figli;
- François Armand Auguste de Rohan, cardinal de Soubise, Principe di Tournon (1º dicembre 1717–28 giugno 1758)
- Marie Louise Geneviève de Rohan (7 gennaio 1720–4 marzo 1803) sposò Gaston Jean Baptiste de Lorraine, Conte di Marsan, senza figli;
- François Auguste de Rohan, Conte di Tournon (16 settembre 1721–6 agosto 1736) celibe;
- René de Rohan, abate di Luxeuil (26 luglio 1723–7 febbraio 1743) celibe.

## Ascendenza
|                                |                     |                              | Genitori                   |  |  | Nonni |  |  | Bisnonni               |  |  | Trisnonni       |  |
|                                |                     |                              |                            |  |  |       |  |  | Guillaume III de Melun |  |  | Pierre de Melun |  |
|                                |                     |                              |                            |  |  |       |  |  | Guillaume III de Melun |  |  | Pierre de Melun |  |
|                                |                     | Hyppolite de Montmorency     |                            |  |  |       |  |  | Guillaume III de Melun |  |  |                 |  |
| Alexandre Guillaume de Melun   |                     |                              |                            |  |  |       |  |  | Guillaume III de Melun |  |  |                 |  |
|                                |                     | Ernestine de Ligne-Arenberg  | Charles d'Arenberg         |  |  |       |  |  |                        |  |  |                 |  |
|                                |                     | Ernestine de Ligne-Arenberg  | Charles d'Arenberg         |  |  |       |  |  |                        |  |  |                 |  |
|                                |                     | Ernestine de Ligne-Arenberg  | Anne de Croÿ               |  |  |       |  |  |                        |  |  |                 |  |
| Louis I de Melun               |                     | Ernestine de Ligne-Arenberg  |                            |  |  |       |  |  |                        |  |  |                 |  |
|                                |                     | Henri Chabot                 | Charles Chabot             |  |  |       |  |  |                        |  |  |                 |  |
|                                |                     | Henri Chabot                 | Charles Chabot             |  |  |       |  |  |                        |  |  |                 |  |
|                                |                     | Henri Chabot                 | Henriette de Lur           |  |  |       |  |  |                        |  |  |                 |  |
| Jeanne-Pélagie de Rohan-Chabot |                     | Henri Chabot                 |                            |  |  |       |  |  |                        |  |  |                 |  |
|                                |                     | Marguerite de Rohan          | Henri II de Rohan          |  |  |       |  |  |                        |  |  |                 |  |
|                                |                     | Marguerite de Rohan          | Henri II de Rohan          |  |  |       |  |  |                        |  |  |                 |  |
|                                |                     | Marguerite de Rohan          | Marguerite de Béthune      |  |  |       |  |  |                        |  |  |                 |  |
| Anne Julie de Melun            |                     | Marguerite de Rohan          |                            |  |  |       |  |  |                        |  |  |                 |  |
|                                | Charles II d'Elbeuf | Charles I d'Elbeuf           |                            |  |  |       |  |  |                        |  |  |                 |  |
|                                | Charles II d'Elbeuf | Charles I d'Elbeuf           |                            |  |  |       |  |  |                        |  |  |                 |  |
|                                | Charles II d'Elbeuf | Marguerite de Chabot         |                            |  |  |       |  |  |                        |  |  |                 |  |
| François-Marie de Lorraine     | Charles II d'Elbeuf |                              |                            |  |  |       |  |  |                        |  |  |                 |  |
|                                |                     | Catherine de Bourbon-Vendôme | Henri IV de France         |  |  |       |  |  |                        |  |  |                 |  |
|                                |                     | Catherine de Bourbon-Vendôme | Henri IV de France         |  |  |       |  |  |                        |  |  |                 |  |
|                                |                     | Catherine de Bourbon-Vendôme | Gabrielle d'Estrées        |  |  |       |  |  |                        |  |  |                 |  |
| Élisabeth-Thérèse de Lorraine  |                     | Catherine de Bourbon-Vendôme |                            |  |  |       |  |  |                        |  |  |                 |  |
|                                |                     | Charles IV de Lorraine       | François II de Lorraine    |  |  |       |  |  |                        |  |  |                 |  |
|                                |                     | Charles IV de Lorraine       | François II de Lorraine    |  |  |       |  |  |                        |  |  |                 |  |
|                                |                     | Charles IV de Lorraine       | Christine von Salm         |  |  |       |  |  |                        |  |  |                 |  |
| Anne de Lorraine               |                     | Charles IV de Lorraine       |                            |  |  |       |  |  |                        |  |  |                 |  |
|                                |                     | Béatrice de Cusance          | Claude-François de Cusance |  |  |       |  |  |                        |  |  |                 |  |
|                                |                     | Béatrice de Cusance          | Claude-François de Cusance |  |  |       |  |  |                        |  |  |                 |  |
|                                |                     | Béatrice de Cusance          | Ernestine van Witthem      |  |  |       |  |  |                        |  |  |                 |  |
|                                |                     | Béatrice de Cusance          |                            |  |  |       |  |  |                        |  |  |                 |  |

## Titoli ed appellativi
- 1698 – 16 settembre 1714: Anne Julie de Melun
- 16 settembre 1714 – 18 maggio 1724: Sua Altezza, la Principessa di Soubise